# Alegorie ročních období (Lysá nad Labem)
Alegorie ročních období jsou sochy v zámeckém parku v Lysé nad Labem. Jsou situovány na jižní straně horní terasy. Je pravděpodobné, že sochy zaujímaly toto místo již od doby svého osazení do zámeckého parku v letech 1734 až 1735.  Jednotlivé alegorie jsou orientovány směrem k zámku. Sochy jsou z jemnozrnného pískovce šedobílé barvy s okrovými skvrnami. Autorem těchto soch je dílna Matyáše Bernarda Brauna, konkrétně Sochař z Benátek, jímž by mohl být snad František Adámek. Soubor soch je součástí památkově chráněného zámeckého areálu.